# Alexandre Sladkevich
Alexandre Sladkevich (russisch Алексáндр Сладкéвич, * in Swerdlowsk, UdSSR) ist ein Berliner Fotodesigner, Journalist, Künstler, Restaurator, Dichter, Schriftsteller, Forschungsreisender und Tramper. Sein Unternehmen nennt sich „Sladkevich Art, Photography and Journalism“. Er ist Mitglied der Russischen Geographischen Gesellschaft und ist Schlachtfeldarchäologe des Suchtrupps „Erinnerung namens Admiral Issakow“.

## Arbeit

### Forschungs- und ethnologische Reisen
Alexandre Sladkevichs Interesse gilt den Völkern und indigenen Völkern, der Russischen Föderation, darunter auch den zahlenmäßig kleinen indigenen Völker des Nordens, Sibiriens und des Fernen Ostens. Dazu bereist er auch die entferntesten und zum Teil schwer zugänglichen Gebiete, auch Grenzschutz- und Sperrgebiete. Seine Reisen unternimmt er großenteils per Anhalter.
Der Reisejournalist bereiste 37 Länder. Innerhalb der Russischen Föderation besuchte er alle Föderationssubjekte und durchquerte Russland dabei mehrmals.
Seine Arbeiten präsentieren somit Adygejer,
Ainu, Altaier, Baschkiren, Bessermenen, Burjaten, Chanten, Darginer,
Eskimo, Ewenen, Jakuten, Juden, Jukagiren, Hezhen, Kalmücken, Kamtschadalen, Karelier, Kereken, Komi (Komi-Ischemzen, Komi-Syrjanen, Komi-Permjaken und Werchnewytschegodzy), Korjaken, Kosaken, Lipowaner, Mansen, Mari, Mordwinen (Ersja) Nenzen, Nganasanen, Niwchen,
Osseten, Pomoren, russischen Heiden, Sachalin-Koreaner, Samen, Schoren, Selkupen, Tataren, Telengiten, Tschetschenen, Tschuktschen, Tschuwaschen, Tuwiner, Udmurten, Wepsen, Wolgadeutsche, usw.
Sein Augenmerk richtet sich auch auf die ehemaligen sowjetischen Republiken und nicht anerkannten Staaten. Er berichtete aus Abchasien, Armenien, Aserbaidschan, Belarus, Georgien, Kasachstan, Lettland, Litauen, Moldau, Südossetien, Transnistrien, Ukraine, samt der Krim, und Usbekistan, samt Karakalpakistan.

### Forschungen zum Zweiten Weltkrieg und Schlachtfeldarchäologie
Sladkevich setzt sich mit dem Zweiten Weltkrieg auseinander. Die Kriegsveteranen werden persönlich aufgesucht und schließlich interviewt und fotografiert. Er dokumentiert weltweit Kriegsdenkmale. Als Mitglied des Suchtrupps im Gebirge Kaukasus unterstützt Sladkevich ehrenamtlich das Team bei der Suche nach Kriegsspuren, bzw. Gebeinen der gefallenen sowjetischen und deutschen Soldaten für posthumes Seelenheil. Er beschäftigt sich auch mit den erhaltenen Kriegsspuren und anderen Überbleibseln, die als Mahnmale gegen den Krieg wahrgenommen werden sollten.

### Assemblagen gegen Krieg
Auf die Spuren des Zweiten Weltkrieges durchforstet Sladkevich Kriegstrümmerflächen und ehemalige Truppenübungsplätze. Aus diversen auf seinen Streifzügen gefundenen Gegenstände, wie zerbrochene Porzellanstücke, Figuren, Puppen, Munition usw. schafft er  Assemblagen. Es entsteht ein kunstvolles Statement gegen Krieg, für Frieden, für eine Bewusstwerdung dessen, was Krieg bedeutet. Mit seinen „Mahnmalen für den Frieden“ möchte Sladkevich den Kriegstrümmerbergen und ehemaligen Truppenübungsplätzen eine Stimme geben, sie als Manifest gegen den Krieg ins Bewusstsein der Menschen rücken.

### Archäologische Expeditionen und Reisen
Daneben nimmt Sladkevich an archäologischen Forschungsexpeditionen, und Reisen teil und berichtet darüber.

### Weitere Leistungen
- 2009 gelang es Alexandre Sladkevich das verschollene, von Johann Jährig 1792 verfasste, Manuskript „Anfangsgründe der Tibätischen Schrift und Sprach-lehre“ in einem russischen Archiv zu entdecken.[11][87] Das hat die von Karlheinz Schweitzer in seinem Buch „Johann Jährig und seine Zeit – Ein Büdinger forscht bei den Mongolen“[88] aufgestellte These, dass nicht Sándor Csoma, sondern Jährig als erster, 42 Jahre früher, als Csoma die tibetische Grammatik verfasst hat, bestätigt.
- 2006–2010 konnte Sladkevich eine unbegrenzte Zulassung zur Kola-Bohrung-Anlage, der tiefsten Bohrung der Welt, erlangen und war bis zum Abriss dabei, damit besitzt er einzigartiges Material, das zum Teil in Deutschland, Norwegen und in der Schweiz publiziert wurde.[89][90][91][92]

## Ergebnisse
- Zu den Ergebnissen seiner internationalen Reisen zählen zahlreiche Publikationen, Radiointerviews, Gastredner-Auftritte, Workshops[93] und Lesungen in Deutschland, Italien, Niederlande, Norwegen, Österreich, Russland, in der Schweiz, in der Ukraine und Ungarn.

- In den Gymnasium- und Schulbüchern („Unsere Erde differenzierende Ausgabe Sekundarstufe I Berlin und Brandenburg 9/10“.[94] „Unsere Erde Gymnasium Thüringen 9/10“,[95] „Diercke Geographie Gymnasium Mecklenburg-Vorpommern 7/8“[96] und „Unsere Erde Regelschule Thüringen 9/10“[97]) wurden 2013, 2014 und 2018 Auszüge seiner Reportagen nachgedruckt.

- Sladkevich nahm an über 60 Einzel- und Gruppenausstellungen in Deutschland, Österreich, Russland, Ukraine und Ungarn teil. 2009 am Tromsø International Film Festival in Norwegen[98] und 2006 an der Berlinale, den 56. Internationalen Filmfestspielen in Berlin.[99]

## Werke
- Зимов Фронт (wiss. Transliteration: Zimov Front), 144 Seiten, edition zinkhund, Berlin 2021
- „Ernst Jünger im Kaukasus – Ein eurasisches Zwischenspiel“ Max-Rainer Uhrig (Text)[100] Alexandre Sladkevich (Fotos und Layout), 88 Seiten, Ergon-Verlag, Würzburg 2013, ISBN 978-3-89913-979-2
- „Compañera Cuba“ 105 Seiten, edition zinkhund, Berlin 2013[101]
- „Ich habe das gesehen“ 100 Seiten, edition zinkhund, Budapest 2008, ISBN 978-3-00-023660-0

## Auszeichnungen
- 2017: 1. Platz im Fotowettbewerb „Begegnung in der Fremde“, Deutschland
- 2017: Medaille „Für die Aufbewahrung der historischen Erinnerung“, Russland
- 2012: Urkunde des „Museums der Verteidigung von Tuapse“, Russland
- 2009: 2. Platz im Fotowettbewerb „Scheinwerfer“, Kategorie „Reportage“, Russland[102]
- 2009: 1. Platz im Fotowettbewerb „Scheinwerfer“, Kategorie „Ausweisbild“, Russland[103]
- 2009: Sondernominierung für das poetische Experiment im Literaturwettbewerb „Zeichen“, Russland[104]
- 2009: Dankesbrief der Kommunistischen Partei Russlands
- 2009: Das beste Weihnachtskartenmotiv im internen Fotowettbewerb bei „n-ost“ Netzwerk für Osteuropa-Berichterstattung, Deutschland
- 2006: 3. Platz im internationalen Modefotografiewettbewerb, Kategorie „Art Photography“, Russland
- 2006: 2. Platz im Fotowettbewerb „Wissen-Schafft-Bilder 2006“, Kategorie „Mikrowelten“. In Kooperation mit photokina, Deutschland[105]
- 2005: Leistungsstipendium der BEST-Sabel-GmbH in 2005, Deutschland
- 2005: Leistungsstipendium der BEST-Sabel-GmbH in 2004, Deutschland
- 2004: 1. Preis im Fotowettbewerb „Asphaltkultur. Berlin zwischen ökologischer Katastrophe und urbanem Paradies“, Deutschland[106]
- 2003: Leistungsstipendium der BEST-Sabel-GmbH in 2003, Deutschland

## Mitwirkung
- Max-Rainer Uhrig „Auf gewundenen Pfaden Friedrich Rückert und Russland“[107] 130 Seiten, Ergon-Verlag, Würzburg 2019, ISBN 978-3-95650-600-0